# Yussara Canales
Yussara Elizabeth Canales González (Puerto Vallarta, Jalisco; 16 de octubre de 1987), México. Es una política jalisciense miembro del Partido Verde Ecologista de México (PVEM). Ha ocupado dos cargos públicos como diputada local, siendo originaria de Puerto Vallarta, uno de los destinos turísticos más importantes de México.

## Primeros años y educación
Yussara Elizabeth Canales González nació en Puerto Vallarta, Jalisco, donde también ha desarrollado la mayor parte de su carrera política. Es egresada de la Universidad de Guadalajara (UdeG), donde obtuvo su licenciatura como Médica Cirujana y partera.

## Carrera política

### Elección como Diputada Local 2021
2021-2024 Canales González fue elegida diputada local del Congreso de Jalisco en la LXIII Legislatura, representando el Distrito 05 de Jalisco, que incluye Puerto Vallarta y municipios cercanos. En esa elección, que fue la primera de toda su carrera, sin ser conocida en el ámbito político, fue una de los 3 legisladores que lograron obtener su curul por votación directa por el partido Morena, sorprendiendo a propios y extraños y venciendo a Arturo Dávalos quien venía de reelegirse como alcalde de Puerto Vallarta, bajo las siglas del Partido Movimiento de Regeneración Nacional (MORENA). Su trabajo se enfocó en la agenda de género, niñas, niños, el combate a la verificación vehicular y el apoyo a los más necesitados. 

### Elección como Diputada Local 2024
2021-2024 Canales González fue elegida diputada local del Congreso de Jalisco en la LXIV Legislatura, representando el Distrito 05 de Jalisco, que incluye Puerto Vallarta y municipios cercanos. En esa elección, fue la Diputada local mas votada del interior del Estado de Jalisco, logrando casi 112 mil sufragios y venciendo a Diego Franco, encabezando la mega alianza denominada Sigamos Haciendo Historia en Jalisco. Se encuentra dando seguimiento a su labor parlamentaria iniciada en la legislatura pasada, teniendo como ejes rectores la salud, el cuidado del medio ambiente, colocar al centro a los más necesitados, fortalecer la agenda feminista, continuar su lucha contra la verificación, entre otros.